# Desolación
Desolación es el primer poemario de la poeta chilena Gabriela Mistral. Su primera edición apareció en Nueva York en el año 1922 y contó con el decidido apoyo de amigos y admiradores de la poeta, liderados por el crítico español Federico de Onís. Gabriela Mistral dedicó esta edición a Juana de Aguirre y a Pedro Aguirre Cerda, este último figura esencial en la trayectoria de la escritora. En 1923 y bajo el alero de Editorial Nascimento, Desolación fue publicado en Chile.
La belleza y originalidad de la poesía de Desolación fue mérito suficiente para que la hasta ese momento desconocida y joven poeta chilena, fuera tempranamente reconocida a nivel internacional. A partir de Desolación, Gabriela Mistral emergió como una de las más promisorias escritoras latinoamericanas de la primera mitad del siglo XX.
Desolación constaba originalmente de cinco secciones: «Vida», «Escuela», «Infantiles», «Dolor» y «Naturaleza». En la edición chilena fue corregida y aumentada agregándose dos secciones más: «Prosa» y «Prosa Escolar y Cuentos». En la sección «Dolor» Gabriela Mistral incluyó Los Sonetos de la Muerte, poema con el que ganó los Juegos Florales de 1914.
Son múltiples las alabanzas públicas que recibió Desolación. Por ejemplo, Volodia Teitelboim sostuvo que «Desolación es el libro capital de la poesía latinoamericana del siglo XX y uno de los más singularmente trágicos», mientras que para Julio Saavedra, Desolación «no es, pues, un libro de versos como hay tantos, sin materia dramática. Al revés, su lirismo hunde las raíces en una tragedia vivida y en los sentimientos derivados. No es producto de la imaginación servida por una sensibilidad feliz; es la sensibilidad misma de una neurosis, exteriorizada casi sin imaginación: es poesía y no es arte de artífice».